# Kak ljubov' tvoju ponjat'?
Kak ljubov' tvoju ponjat'? (in russo Как любовь твою понять??) è un singolo del cantante russo Jony e della cantante ucraina Anna Asti, pubblicato il 17 novembre 2022 come quarto estratto dal secondo album in studio di Jony Ne iščite vo mne žanry.

## Video musicale
Il video musicale, diretto da Alexey Good, è stato reso disponibile il 25 novembre 2022 attraverso il canale YouTube del cantante.

## Tracce
Testi e musiche di Alex Davia e Džachid Afrail ogly Gusejnli.
1. Kak ljubov' tvoju ponjat'? – 4:05

## Formazione
- Jony – voce
- Anna Asti – voce
- Alex Davia – produzione

## Classifiche

### Classifiche settimanali
| Classifica (2022-23) | Posizione massima |
| -------------------- | ----------------- |
| Bielorussia          | 172               |
| Estonia              | 63                |
| Lituania             | 49                |
| Moldavia             | 6                 |
| Russia               | 59                |

### Classifiche di fine anno
| Classifica (2023) | Posizione |
| ----------------- | --------- |
| Moldavia          | 23        |
| Classifica (2024) | Posizione |
| Moldavia          | 166       |